# Ciutat Meridiana
Ciutat Meridiana - stacja metra w Barcelonie, na linii 11. Stacja znajduje się w dzielnicy Nou Barris, w Barcelonie.
Stacja została otwarta w 2003 wraz z całą linią.